# Zagrody (Kielce)
Pour les articles homonymes, voir Zagrody.
Zagrody est une localité polonaise de la gmina de Sitkówka-Nowiny, située dans le powiat de Kielce en voïvodie de Sainte-Croix.